# Samonà (famiglia)
La famiglia Samonà è un antico casato siciliano di intellettuali aristocratici, le cui ascendenze provengono dall'area che si trova fra l'Iran e la Siria, anche se, secondo altre fonti, l'origine sarebbe da ricercare nella regione turca dell'Anatolia centrale.

## Le origini
Dal Codice suppletivo 641 dell'anno 914 della Biblioteca Nazionale di Atene, si leggono le notizie sul primo Samonà di cui si trovi traccia, le quali confermerebbero la provenienza dall'area sotto influenza bizantina a nord dell'Eufrate: Samounas o Samonas era un saraceno nativo di Méliténe, che si guadagnò la simpatia dell'Imperatore Leone VI di Bisanzio. Nell'ottobre del 905 fu elevato alla dignità di "Protospatharios" e di "parakoimomenos". Dopo la scomparsa di Leone VI il Saggio, questi si ritirò in un monastero dove morì qualche tempo dopo.
Lo stesso cognome Samonà è di origine bizantina, latinizzato in Samonas, e significa “originario di Samos”, tanto che nel pantheon religioso della Cristianità greco ortodossa è presente la figura di San Samona, che fu martirizzato insieme a San Guria e viene celebrato ogni anno il 15 novembre. I due santi vennero sepolti a ridosso della fortezza di Edessa in Alta Mesopotamia, territorio siriano ricadente nell'odierna Turchia sud orientale. Dalla medesima origine proviene anche il ramo familiare de Sannoonas.

## La storia
La presenza dei Samonà in Italia risulta per la prima volta da una pergamena fatta risalire al 1147 in cui si faceva riferimento ad un Leone Samonà arrivato dall'oriente secoli prima a Gallipoli, dove un'iscrizione ne ricorda il passaggio. Altre notizie sulla Famiglia furono raccolte in diverse pergamene greche, redatte attorno alla metà del Duecento da Pellegrino Samonà, pubblico notaro di Squillace.
La qualifica di notari e amministratori di giustizia venne mantenuta dai Samonà anche dopo il loro successivo trasferimento nelle montagne delle Madonie, in Sicilia.
In Sardegna nacque, invece, nel 1426 Don Francesco Paolo de Sannoonas, I Barone d'Isola. I due rami della famiglia si riunirono definitivamente nel 1585, con il matrimonio fra Donna Dorothea Samonà Castellana di Troina e Don Baldassarre de Sannoonas, XIII Barone d'Isola. A seguito delle nozze, si decise di adoperare l'unico cognome Samonà per tutta la discendenza a venire.
Fra i Samonà più noti dei secoli passati, la storia ricorda Baldassare Samonà, che nel 1635 fu Vicario del Viceré, e Antonio Samonà, nato a Petralia nel 1658, che fu componente d'alto rango della Regia Gran Corte di Giustizia per la Sicilia e Commendatore dell'Ordine del Priorato Gerosolimitano. Nel diciottesimo secolo visse Giuseppe Samonà Buongiorno (Petralia 1759 - 1809), I Marchese d'Isola e Cavaliere dell'Ordine della Stella e della Croce.
A fine Ottocento, a seguito del matrimonio fra Don Carmelo Samonà e la Principessa Adele Monroy di Pandolfina e di Formosa, i Samonà si imparentarono con i Monroy (famiglia), famiglia aristocratica di provenienza spagnola. La famiglia Monroy, originaria della provincia dell'Estremadura, possedeva gli Stati di Monroy, il Marchesato di Velvis, la Contea di Delcitosa e vari feudi e baronie del Regno della Sicilia, ricaduti nella disponibilità della Regia Corte.
I coniugi Carmelo Samonà e Adele Monroy vissero a Villa Ranchibile, residenza di villeggiatura della famiglia nella Piana dei Colli di Palermo, poi ceduta dalla stessa Principessa Adele ai Salesiani, che vi fondarono l'Istituto Don Bosco, tuttora esistente.
Fra le dimore di famiglia, si ricordano il Castello di Spadafora, in provincia di Messina, che fu dei Samonà fino alla prima metà degli anni sessanta, e il Castello del Feudo di Venetico. La presenza a Spadafora dei Samonà, discendenti dalla principessa Alessandra Spadafora Colonna (ramificazione Ascenso, Russitano, Monroy, Samonà), nasce infatti dal matrimonio, celebrato il 23 novembre del 1857, fra il Professor Giuseppe Samonà Caracappa e Alessandra Smith Ascenso, ereditiera della metà indivisa del Feudo di Venetico San Martino Spadafora. Al contrario della fortezza di Spadafora, il Castello di Venetico, tuttora di proprietà dei Samonà
, andò semidistrutto a seguito del terremoto che colpì Messina nel 1908.
Dal matrimonio fra Don Carmelo e la Principessa Adele proviene in pratica tutta la discendenza della famiglia Samonà nel Novecento; uno dei figli è l'architetto Giuseppe Samonà, ritenuto fra i più importanti urbanisti del Novecento italiano e fondatore della “Scuola di Venezia”, la cui opera fu continuata dal figlio Alberto Samonà, anch'egli urbanista, che divenne preside della facoltà di Architettura di Napoli.
Fra i figli dell'architetto Giuseppe Samonà c'era anche il professore Carmelo Samonà (1926-1990), ispanista e scrittore.
Un altro noto esponente della famiglia è stato il pittore Pupino Samonà (1925-2007).
Fra gli intellettuali della famiglia si ricorda, inoltre, Giuseppe Paolo Samonà, docente di letterature comparate presso l'Università di Pescara, poeta e fondatore delle edizioni Samonà e Savelli.